# Robert Colić
Msgr. Robert Colić (Filipovo, 1938.) je nadbiskup iz Freiburga u Breisgauu i od 2008. godine predsjednik Njemačke biskupske konferencije. U njemačkom pisanju, ime mu se bilježi kao Robert Zollitsch.

## Životopis
Rodio se u njemačkoj obitelji u bačkom selu Filipovu (koje je poslije 2. svjetskog rata preimenovano u Bački Gračac). U jesen 1944. godine  Jugoslavenska narodno oslobodilačka vojska ( Titovi partizani) ubijaju 212 pripadnika njemačkog lokalnog stanovništva. Među ubijenima je Plantsch Colić, 16-godišnji Robertov brat. Robert Colić, njegova baka i troje bližih rođaka odvedeni su u logor Gakovo u općini Sombor. Ostatak etničkog njemačkog stanovništva uglavnom je bio protjeran iz Filipovo. Tako je i obitelj Colić 1946. godine prebjegla u Njemačku i smjestila se u okrugu Oberschüpf Tauberbischofsheim. Godine 1953. se preselila u Mannheim-Rheinau.
U rodni se kraj vratio posjetom 2005., prigodom svečanog obilježavanja stoljeća karmelićanskog samostana u Somboru.

## Vanjske poveznice
- Subotička biskupija  Arhivirana inačica izvorne stranice od 29. rujna 2007. (Wayback Machine) Sto godina karmelićanskog samostana u Somboru
- Hrvatska riječ  Arhivirana inačica izvorne stranice od 17. travnja 2008. (Wayback Machine) Tiho prisustvo samozatajnih redovnika